# Pedro Millet
Pedro Millet, född den 27 maj 1952 i Barcelona, är en spansk seglare.
Han tog OS-silver i 470 i samband med de olympiska seglingstävlingarna 1976 i Montréal.